# 新庄の戦い
新庄の戦い（しんじょうのたたかい）は、戊辰戦争時、奥羽越列藩同盟を離脱して新政府軍に参加した新庄藩が、薩摩藩や長州藩と共に奥羽列藩同盟の庄内藩を中心とした旧幕府軍を相手に繰り広げた一連の戦いの総称である。

## 背景
戊辰戦争時新庄藩の藩論は、勤王に一致していたが、慶応4年4月12日に、仙台にあった奥羽鎮撫総督府に、筆頭家老である川部伊織が出頭した時に、川部は庄内征討軍への出兵を命じられた。閏4月23日、鎮撫副総督の澤為量が薩長を中心とする討庄軍を率いて新庄に入り本営を置いた。討庄軍は、24日、清川口から攻撃を開始して、新庄藩の三つの小隊が出兵した。奇襲を受けた庄内軍は形勢を整えて、猛反撃を開始した。
閏4月20日に、総督府参謀世良修蔵が暗殺されて、閏4月23日に奥羽越列藩同盟が成立する。新庄藩は用人舟生源左右衛門が署名して同盟に参加した。
総督千坂太郎左衛門に率いられた米沢軍1000名と庄内藩、上山藩、山形藩、天童藩を加えた総勢2000名の奥羽越列藩同盟軍が新庄を目指して北上した。
これに驚いた澤為量は29日朝に、久保田藩（秋田藩）の領内へ脱出し、新庄藩は同盟軍を城下に迎え入れた。近習頭の竹村直記が鶴岡に行き、庄内藩家老の松平権十郎に会い、清川口の戦いの謝罪をした。
その後新庄藩は同盟を離脱する。7月14日、羽州街道の松平甚三郎が率いる、庄内藩一番大隊が進撃する。庄内藩二番大隊は西方に迂回して、長者原（最上郡舟形町）、角沢（最上郡戸沢村）を通る道より新庄を攻撃するために進軍した。
庄内藩一番大隊と松山藩の中隊が、午前8時に舟形を出発し、羽州街道を北上した。午前10時頃、先遣隊が突然左右の高地から一斉射撃を受け、死傷者が続出した。反撃しようとしたが、一番大隊の参謀長坂右近之助の提案で、正午頃撤退した。
酒井吉之丞が率いる二番大隊は、南西方向から新庄を攻撃した。長者原と角沢で新庄藩より攻撃を受けながら前進して、清水で昼食を取り、福田・仁間村方面に進んだ。
一番大隊が敗走した後も、二番大隊は間道で、新政府軍と激しい交戦を続けた。午後になって、新庄兵は仁間村付近を援軍を送り、佐賀藩、長州藩の半分も援軍に向かうが、薩摩藩と残りの長州藩は城下に引き上げる。2時間の激戦の後、新政府軍は敗走を初め、庄内藩軍は城下に一気に攻め込んだ。
庄内軍が新庄城下に入ると、西軍はほとんどいなかったので、城下3000戸を焼討ちした。新庄城下は折からの烈風を受けて大半が消失した。
藩主戸沢正実は篭城討死を考えたが、川部伊織の説得を受けて、開城亡命に同意した、藩主一族は新庄兵と共に秋田に逃亡していた。二番大隊の酒井吉之丞が采配ととって新庄城に攻め入ると、大手門は硬く閉ざされて、「開城」と書いた紙が張ってあった。
新庄の戦いは午後5時に戦いは終了して、庄内藩は福田・仁間村に野営した。新庄は9月23日の新政府軍の奪還まで、庄内軍の管理下に置かれた。酒井吉之丞は降伏人の生命を保証して、年貢半減などを打ち出して、領内の安全は保たれた。